# Fossano
Fossano es una localidad y comune italiana de la provincia de Cuneo, región de Piamonte, con 24.734 habitantes. Es la cuarta comuna (municipio) más poblado de la provincia después de Cuneo, Alba y Bra. Forma parte de las llamadas "siete hermanas" (sette sorelle, las ciudades más importantes de la provincia de Cuneo, junto a Cuneo, Alba, Bra, Mondovì, Savigliano e Saluzzo.

## Evolución demográfica
| Gráfica de evolución demográfica de Fossano entre 1861 y 2001 |
|                                                               |
| Fuente ISTAT - elaboración gráfica de Wikipedia               |